# Zeheba spectabilis
Zeheba spectabilis là một loài bướm đêm trong họ Geometridae.